# Daniela Veronesi

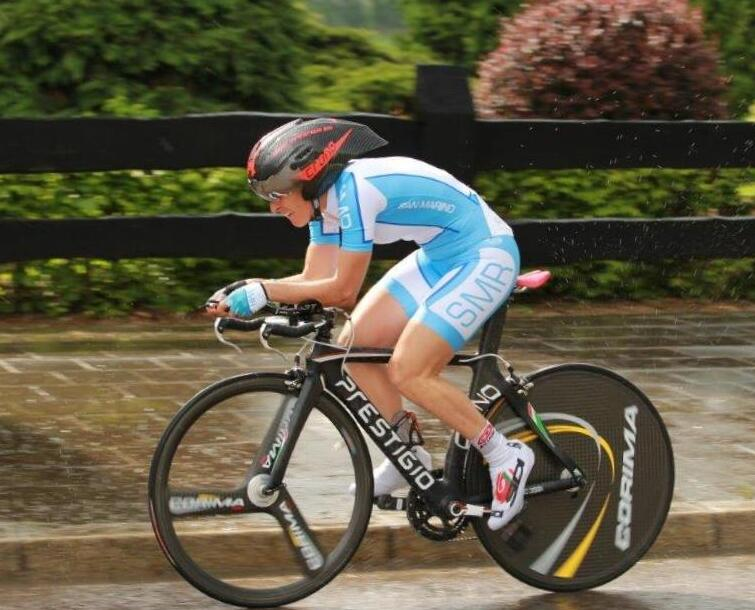
Daniela Veronesi (2013)

Daniela Veronesi (Parma, 13 juni 1972) is een San Marinese wielrenster. Van 1999 tot en met 2002 reed ze op de weg, vanaf 2009 ging ze mountainbiken.
In 1999 boekte ze een overwinning in de Ronde van Italië voor vrouwen, ze werd uiteindelijk derde in het eindklassement.

## Palmares

### Weg
1999
5e etappe Ronde van Italië voor vrouwen
2000
2e etappe Ronde van Mallorca
15e etappe Ronde van Frankrijk voor vrouwen
2001
7e etappe Ronde van Italië voor vrouwen
2002
Atlantique Manche Féminine Brest-Pont-de-Buis-les-Quimerch

### MTB
2009
Giochi dei piccoli stati d'Europa, Cross country
2011
Gran Fondo Paola Pezzo
Giochi dei piccoli stati d'Europa, Cross country